# Antonio Parrinello
Antonio Casimiro Parrinello (* 2. Oktober 1988 in Castelvetrano) ist ein ehemaliger italienischer Radrennfahrer.

## Karriere
Antonio Parrinello gewann 2011 das Ruota d’Oro und noch weitere kleinere Rennen in Italien. 2012 erhielt er einen Vertrag bei Androni Giocattoli-Venezuela. 2014 bestritt Parrinello drei von fünf Monumenten des Radsports. Es waren Mailand-San Remo, die Flandern-Rundfahrt und die Lombardei-Rundfahrt, allerdings ohne nennenswerten Erfolg.
2015 ging er zu D’Amico Bottecchia. Dort wurde er auf Anhieb Dritter der Berner Rundfahrt in der Schweiz und Zweiter auf der zweiten Etappe der Slowenien-Rundfahrt. 2016 siegte er in der Gesamtwertung der Ronde de l’Oise in Frankreich und beim polnischen Eintagesrennen Puchar Uzdrowisk Karpackich. 2017 wechselte Parrinello zu GM Europa Ovini und gewann im April desselben Jahres den GP Adria Mobil. Auf der zweiten Etappe der Portugal-Rundfahrt 2017 wurde er Zweiter.
Nach der Saison 2017 beendete Parrinello seine Laufbahn.

## Erfolge
2011
- Ruota d’Oro
- GP Pretola
- Gara Ciclistica Millionaria
- GP Industria del Cuoio e delle Pelli

2016
- Gesamtwertung Ronde de l’Oise
- Puchar Uzdrowisk Karpackich

2017
- GP Adria Mobil

## Teams
- 2012 Androni Giocattoli-Venezuela
- 2013 Androni Giocattoli-Venezuela
- 2014 Androni Giocattoli-Venezuela
- 2015 D’Amico Bottecchia
- 2016 D’Amico Bottecchia
- 2017 GM Europa Ovini